# 遨遊戰士
遨遊戰士（英語：Voyage Warrior），是一匹曾在香港出賽的已退役賽駒，練馬師是姚本輝。

## 簡介
2017年，「遨遊戰士」在NZB Ready To Run Sale of 2yos以280,000紐元由練馬師姚本輝投得。「遨遊戰士」與呂健威馬房旗下的香港馬王「金鎗六十」以及另一多捷良駒「勝利風範」都出自同一年期貨源。
2019年3月24日，「遨遊戰士」於香港首次出賽便一出即勝，打開其在港的勝利之門。
2019年4月29日，「遨遊戰士」在田泰安胯下以54秒89刷新沙田馬場第三班1000米賽事的紀錄時間，勝出獅子會盃。
2020年4月5日，何澤堯策騎「遨遊戰士」出戰國際二級賽短途錦標，賽事中指令馬匹運用其慣常戰略，一放到底奪魁。賽後，何澤堯指出獲勝是形勢使然，尤其是因為當日場地偏軟，令對手末段未能追前，若場地狀況正常便會較難爭勝。他說道：「帶頭並非我們原定的策略，但坐騎出閘迅速，反而一眾對手似乎均不太願意上前，因此我便讓坐騎以輕鬆的步伐領放，最終馬兒亦能保持勁勢率先衝過終點。」他續說：「坐騎喜跑今日的場地，在取得主動後，亦能放鬆來跑。姚本輝馬房目前正氣勢如虹，旗下賽駒表現出色，尤以質新馬匹為然。」練馬師姚本輝說道：「『遨遊戰士』愈来愈成熟了，以往表现有起有落，但整体而言在进步中，每次跑1200米，它都有所进步。」然而，「遨遊戰士」隨後再上陣25次，亦未能再增添頭馬，只取得1亞2季6殿2第五，於2022年7月19日宣告退役，正式結束其競賽生涯。

## 在港勝出賽事全紀錄
| 比賽日期   | 賽事名稱         | 賽事班次 | 賽道 | 賽事路程 | 比賽馬場 | 名次 | 完成時間 | 騎師   |
| ---------- | ---------------- | -------- | ---- | -------- | -------- | ---- | -------- | ------ |
| 24/03/2019 | 松山讓賽         | 第四班   | 草地 | 1000米   | 沙田馬場 | 1    | 0:56.65  | 田泰安 |
| 22/04/2019 | 獅子會盃（讓賽） | 第三班   | 草地 | 1000米   | 沙田馬場 | 1    | 0:54.89  | 田泰安 |
| 23/06/2019 | 馬鞍山讓賽       | 第三班   | 草地 | 1000米   | 沙田馬場 | 1    | 0:55.40  | 潘頓   |
| 01/01/2020 | 櫻桃讓賽         | 第二班   | 草地 | 1000米   | 沙田馬場 | 1    | 0:55.97  | 莫雷拉 |
| 05/04/2020 | 短途錦標         | G2       | 草地 | 1200米   | 沙田馬場 | 1    | 1:09.48  | 何澤堯 |

## 在港一級賽出賽全紀錄
| 比賽日期   | 賽事名稱           | 賽事班次 | 賽道 | 賽事路程 | 比賽馬場 | 名次 | 完成時間 | 騎師   |
| ---------- | ------------------ | -------- | ---- | -------- | -------- | ---- | -------- | ------ |
| 26/04/2020 | 主席短途獎         | G1       | 草地 | 1200米   | 沙田馬場 | 7    | 1:08.77  | 何澤堯 |
| 13/12/2020 | 浪琴表香港短途錦標 | G1       | 草地 | 1200米   | 沙田馬場 | 8    | 1:08.96  | 田泰安 |
| 24/01/2021 | 百週年紀念短途盃   | G1       | 草地 | 1200米   | 沙田馬場 | 4    | 1:08.34  | 潘頓   |
| 25/04/2021 | 主席短途獎         | G1       | 草地 | 1200米   | 沙田馬場 | 4    | 1:08.99  | 馬雅   |

## 外部連結
- . 2020-04-05  [2020-04-05].